# Georg von Hülsen-Haeseler

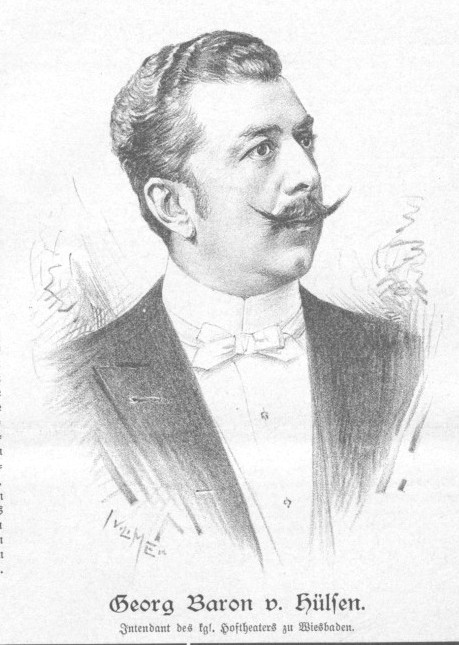
Georg Baron von Huelsen, 1894

Georg von Hülsen, à partir de 1909, comte von Hülsen-Haeseler (né le 15 juillet 1858 à Berlin et mort le 21 juin 1922) est un fonctionnaire de la cour prussienne et un directeur de théâtre.

## Biographie
Le comte von Hülsen est le fils du directeur de théâtre de la cour royale prussienne Botho von Hülsen (1815-1886) et de son épouse, l'écrivain Helene von Hülsen (1829-1892), née comtesse Haeseler. En 1877, il rejoint l'armée prussienne, sert d'abord dans le 1er régiment de grenadiers de la Garde, puis dans le régiment de cuirassiers de la Garde et en 1888 devient adjudant personnel du prince Georges de Prusse, amateur d'art. En 1893, il prend sa retraite en tant que Rittmeister et est nommé directeur artistique du théâtre d'État royal de Wiesbaden, où il organise le premier Festival international de mai (de) en 1896 sous le patronage de l'empereur Guillaume II. À partir de 1903, il est nommé, succédant au destitué Bolko von Hochberg, directeur général de tous les théâtres royaux de Prusse, depuis 1908 également pour la province de Hanovre. Il est resté à ce poste, qu'a occupé son père, jusqu'à la dissolution de la monarchie prussienne lors de l'effondrement de 1918.
Hülsen-Haeseler est un serviteur fidèle et un proche confident de l'Empereur, mais ne le suit pas dans tous les domaines esthétiques. Richard Strauss, par exemple, peu apprécié du monarque car trop moderne, peut travailler presque sans entrave sous la direction de Hülsen à l'Opéra d'État de Berlin.
George von Hülsen appartient au cercle de Liebenberg (de) de Philipp zu Eulenburg. Son frère aîné est Dietrich von Hülsen-Haeseler, chef du cabinet militaire prussien de 1901 à 1908 et également membre du cercle. Tous deux sont enterrés au cimetière des Invalides de Berlin.
Georg von Hülsen est élevé au rang de comte prussien par Guillaume II le 27 janvier 1909, lié au fidéicommis monétaire de Haeseler.